# Nikolaj Znaider

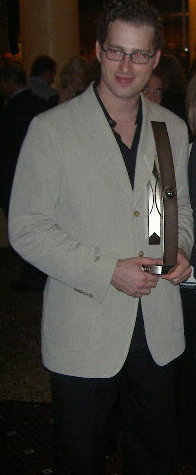
Nikolaj Znaider

Nikolaj Szeps-Znaider (Kopenhagen, 5 juli 1975) is een Deens-Israëlische violist en dirigent. 

## Biografie
Nikolaj Znaider werd geboren in Kopenhagen en heeft Pools-Israëlische ouders. Hij begon viool te studeren bij de Russische pedagoog Boris Kushnir. Al vroeg werd hij bekroond bij vioolwedstrijden: in 1989, als veertienjarige, met de eerste prijs in zijn leeftijdscategorie bij de Jaroslav Kocian-wedstrijd in Ústí nad Orlicí en in 1989 met de vijfde prijs en de publiekprijs bij de Yehudi Menuhin International Competition for Young Violinists. In juni 1992 won hij op 16-jarige leeftijd de eerste prijs op de vierde International Carl Nielsen Violin Competition. Hij rondde daarna zijn studie af bij Dorothy Delay aan de Juilliard School in New York. In 1997 werd hij wereldberoemd door het winnen van de prestigieuze Koningin Elisabethwedstrijd voor viool te Brussel. 
Znaider bespeelt de Guarneri-viool uit 1741 die aan Fritz Kreisler heeft toebehoord en die hem in langdurige bruikleen ter beschikking is gesteld door Det Kongelige Teater in Kopenhagen. Hij speelt over de hele wereld als solist met vooraanstaande orkesten en als lid van kamermuziekensembles. Daarnaast treedt hij op als gastdirigent. Met ingang van het seizoen 2020-2021 is Znaider benoemd tot chef-dirigent van het Orchestre National de Lyon met een contract voor vier jaar. 
Nikolaj Szeps-Znaider is sinds 2010 Ridder in de Orde van de Dannebrog.